# Melaspilea lentiginosa
Melaspilea lentiginosa är en lavart som först beskrevs av Lyell ex Leight., och fick sitt nu gällande namn av Johannes Müller Argoviensis. Melaspilea lentiginosa ingår i släktet Melaspilea och familjen Melaspileaceae.   Inga underarter finns listade i Catalogue of Life.